# 2000年シドニーオリンピックの南アフリカ選手団
2000年シドニーオリンピックの南アフリカ選手団（2000ねんシドニーオリンピックのみなみアフリカせんしゅだん）は、2000年9月15日から10月1日にかけてオーストラリアのニューサウスウェールズ州シドニーで開催された2000年シドニーオリンピックの南アフリカ選手団、およびその競技結果。

## 概要
今大会は銀メダル2個、銅メダル3個の合計5個のメダルを獲得した。

## メダル
| メダル | 選手名               | 競技 | 種目             |
| ------ | -------------------- | ---- | ---------------- |
| 銀     | ヘストリー・クルーテ | 陸上 | 女子走高跳       |
| 銀     | テレンス・パーキン   | 競泳 | 男子200m平泳ぎ   |
| 銅     | ルウェリン・ハーベト | 陸上 | 男子400mハードル |
| 銅     | フランツ・クルーガー | 陸上 | 男子円盤投       |
| 銅     | ペニー・ヘインズ     | 競泳 | 女子100m平泳ぎ   |